# Likoma crenata
Likoma crenata är en fjärilsart som beskrevs av Rothschild och Jordan 1907. Likoma crenata ingår i släktet Likoma och familjen svärmare. Inga underarter finns listade i Catalogue of Life.